# Reconstructie (varkenssector)
Reconstructie is een grootschalige operatie in vijf provincies om het platteland economisch vitaal, groen en leefbaar te houden. De basis hiervoor is een reconstructieplan, dat reconstructiecommissies zelf hebben opgesteld.

## Oorsprong
De aanleiding voor de reconstructie van de zandgronden was het uitbreken van de varkenspest in 1997. Toen Nederland een jaar later aan het bekomen was van deze ziekte, lanceerde voormalig minister Van Aartsen van Landbouw een plan om in de toekomst de kans op een dergelijke ziekte te verkleinen. De intensieve varkensgebieden zouden opgedeeld moeten worden in clusters met daartussenin varkensvrije zones. Dit plan kreeg de naam reconstructie.
Was reconstructie in eerste instantie bedoeld voor de intensieve veehouderij, uiteindelijk is het een allesomvattend plan geworden om het buitengebied opnieuw in te richten. Niet alleen op het gebied van landbouw, maar ook voor natuur, recreatie, water en leefbaarheid van de kleine plattelandsdorpen. Door de mogelijkheid om varkens tegen varkenspest te enten, zijn de varkensvrije zones overigens in de uiteindelijke plannen geschrapt.

## Reconstructiecommissies
In Nederland werden vijf provincies aangewezen waarvan de varkensdichte gebieden op de schop moesten: delen van Utrecht, Gelderland, Overijssel, Noord-Brabant en Limburg werden de reconstructieprovincies. Op deze gebieden werd de Reconstructiewet van toepassing.
Elke provincie is opgedeeld in een aantal reconstructiegebieden, waar een reconstructiecommissie een plan opstelt. In de commissies nemen onder andere zitting de boerenorganisatie LTO, de waterschappen, gemeenten, de recreatiesector, de natuurorganisatie BMF en de terreinbeherende organisaties. Afgevaardigden van deze organisaties zitten in de reconstructiecommissie. De provincie ondersteunt en faciliteert de commissie. Een verschil met andere grootschalige operaties is dat de streek zelf het plan maakt. De provincie heeft kaders voor de reconstructieplannen omschreven in het zogenoemde koepelplan. Het eerste product dat elk gebied afleverde was het streefbeeld. Dat is de visie van de reconstructiecommissie op hoe het gebied er de komende 15 jaar in grote lijnen uit moet zien. Dit streefbeeld is vervolgens verder verfijnd tot een reconstructieplan. Bij elk reconstructieplan is een uitvoeringsprogramma opgesteld.
De reconstructieplannen zijn in 2005 officieel vastgesteld.

## Zonering
Een belangrijk onderdeel van het reconstructieplan is de integrale zonering. Dat betekent dat het buitengebied is opgedeeld in drie zones.

### Landbouwontwikkelingsgebied
In een landbouwontwikkelingsgebied krijgt de intensieve veehouderij alle kansen om zich te ontwikkelen. Er zijn grote bouwblokken en er zijn mogelijkheden om redelijk gemakkelijk nieuwe bedrijven te stichten.

### Extensiveringsgebied
De tegenhanger hiervan is het extensiveringsgebied. Dit zijn vooral gebieden 250 meter binnen natuurwaarden en dorpen. Bedrijven hebben in de praktijk geen groeimogelijkheden meer. Nieuwvestiging is uitgesloten.

### Verwevingsgebied
Een verwevingsgebied is een mengeling van kansen voor de landbouw en voor de natuur. Op sommige plekken zijn er groeimogelijkheden, op andere plekken niet. Op zogenoemde duurzame locaties is onder bepaalde voorwaarden een vergroting van het bouwblok mogelijk. De meeste oppervlakte is benoemd als verwevingsgebied. Daarnaast kent elk reconstructiegebied een aantal landbouwontwikkelingsgebieden. Varkens- en pluimveebedrijven kunnen met behulp van een provinciale regeling (Verplaatsingsregeling intensieve veehouderij of VIV) hun oude locatie nabij de natuur saneren en een nieuw bedrijf beginnen in een landbouwontwikkelingsgebied. Deze regelingen zijn echter de laatste jaren aangepast.

## Projecten
Naast de zonering zijn projecten een belangrijk onderdeel van de uitvoering. Veel van deze projecten komen voort uit bestaand beleid, bijvoorbeeld wat betreft de waterdoelstellingen. Waterberging om overstromingen te voorkomen was bijvoorbeeld al eerder nodig, maar is nu meegenomen in het reconstructieplan. Hetzelfde geldt voor het verbeteren van de waterkwaliteit. Voor het saneren van riooloverstorten was al regelgeving gemaakt, maar dat loopt nu mee met de reconstructie. Door het combineren van doelen en het nauw samenwerken van partijen is de reconstructie een katalysator geworden om het buitengebied in alle facetten leefbaar te houden.